# Gu Byeong-mo
Dans ce nom coréen, le nom de famille, Gu, précède le nom personnel.
Pour les articles homonymes, voir Gu.
Œuvres principales
- Les Petits Pains de la pleine lune

Gu Byeong-mo (hangeul : 구병모 ; RR : Gu Byeong-mo ; MR : Ku Pyŏng-mo) est une romancière sud-coréenne, née en 1976 à Séoul.

## Biographie

### Jeunesse et formation
Jeong Yoo-gyeong  (hangeul : 정유경 ; RR : Jeong Yu-gyeong ; MR : Chŏng Yu-gyŏng) naît en 1976 à Séoul. Jeune, elle étudie la langue et la littérature coréennes à l'université Kyung Hee.
Après avoir cherché un emploi deux fois par an, elle est engagée en tant que rédactrice éditoriale dans une maison d'édition avant de se consacrer à l'écriture.

### Carrière
Gu Byeong-mo présente, en mars 2009, son premier roman Les Petits Pains de la pleine lune (위저드 베이커리), une lignée de contes de fées à la fois fantastique et cruelle, pour lequel elle est lauréate du second prix Changbi de littérature jeunesse, l'année précédente : ceci est « un roman pour les jeunes adultes vilains ».
Après être publié dans le magazine Consonnes et Voyelles,, le deuxième roman Fils de l'eau (ko) (아가미) est publié, le 21 mars 2011, par l'éditeur Consonnes et Voyelles (자음과모음), et, quatre semaines plus tard, se classe 17e de la liste des best-sellers. L'histoire raconte un grand-père découvre, au bord de l'eau, un jeune homme ayant branchies et écailles. Il sera republié par Wisdom House, le 30 mars 2018, grâce à la bienveillance de nombreux lecteurs. Ceci, plus tard, en février 2018, va être adapté en webtoon par le dessinateur, Lee Kyung-ha, pour la plateforme Justoon.
La Vieille Dame au couteau (파과), publié le 10 août 2013, raconte une vieille femme d'une soixantaine d'années qui gagne sa vie en tuant sous contrat.
En mars 2015, elle présente son recueil de nouvelles J'espère que ce n'est pas moi, publié par Littérature et Jisungsa (문학과지성사), pour lequel la romancière remporte, en août, le prix de l'écrivain de l'année, ainsi que le prix Hwang Sun-won au début de septembre.

## Style littéraire
La principale qualité de Gu Byeong-mo est son sens de la fiction. Son premier roman « contient un mélange de mystère, d'horreur et de fantasie, et sa couleur change en fonction de la perspective dans laquelle elle est lue. Dans ce type de fantaisie, peu familier à notre littérature jeunesse [en Corée du Sud], se traduit par le charme fatal et le danger terrible », soulignent les juges l'ayant transmis le deuxième prix Changbi de littérature jeunesse.

### Romans
- Les Petits Pains de la pleine lune, Éditions Picquier, 2011 ((ko) 위저드 베이커리[5] (litt. Boulangerie des sorciers), Changbi, 2009  (ISBN 978-60008346-9-2)), roman, 209 p.  (ISBN 978-2-8097-0226-2)Premier roman. Second prix de littérature jeunesse Changbi.
- Fils de l'eau (ko), Éditions Picquier, 2013 ((ko) 아가미[7] (litt. Branchies), Consonnes et Voyelles, 2011  (ISBN 978-89570754-2-5)), roman, 208 p.  (ISBN 978-2-8097-0915-5)
- (ko) 고의는 아니지만[14] (litt. Même si ce n'était pas intentionnel), Consonnes et Voyelles, 2011, roman, 264 p.Inédit en France.
- (ko) 방주로 오세요[15] (litt. Viens à l'arche), Littérature et Jisungsa, 2012, roman, 248 p.Inédit en France.
- (ko) 피그말리온 아이들 (ko)[16] (litt. Les enfants pygmalions), Changbi, 2012, romanInédit en France.
- La Vieille Dame au couteau, Decrescenzo, 2022 ((ko) 파과 (litt. Fruit écrasé)[11], Consonnes et Voyelles, 2013  (ISBN 978-89570777-4-0)), roman, 336 p.  (ISBN 978-2-3672-7107-1)
- (ko) 한 스푼의 시간[17] (litt. Une cuillerée de temps), Yedam, 2016, roman, 256 p.Inédit en France
- (ko) 네 이웃의 식탁[18] (litt. La table de votre voisin), Minumsa, 2018, roman, 196 p.Inédit en France
- (ko) 버드 스트라이크[19] (litt. L'impact d'oiseau), Changbi, 2019, roman, 356 p.Inédit en France
- (ko) 심장에 수놓은 이야기[20] (litt. Histoires brodées dans le cœur), Art, 2020, roman, 152 p.Inédit en France
- (ko) 아파트 여자들 (litt. Les femmes de l'appartement), Maum Gonggam, 2024, roman, 169 p.Inédit en France

### Recueils de nouvelles
- (ko) 그것이 나만은 아니기를[21] (litt. J'espère que ce n'est pas moi), Littérature et Jisungsa, 2015, Nouvelles, 302 p.Prix d'écrivain de l'année et prix Hwang Sun-won Inédit en France.
- (ko) 빨간구두당[2] (litt. La fête de chaussures rouges), Changbi, 2015, nouvelles, 256 p.Inédit en France
- (ko) 단 하나의 문장[22] (litt. Juste une phrase), Munhakdongne, 2018, nouvelles, 312 p.Inédit en France

## Récompenses
- Prix Changbi de littérature jeunesse, 2008[4],[5]
- Prix de l'écrivain de l'année, 2015[21]
- Prix Hwang Sun-won, 2015[13]

## Adaptation
- The Old Woman with the Knife (파과, 2025) de Min Gyoo-dong, avec Lee Hye-young dans le rôle-titre.